# Miss International 1991
Miss International 1991, trentunesima edizione di Miss International, si è tenuta presso Tokyo, in Giappone, il 13 ottobre 1991. La polacca Agnieszka Kotlarska è stata incoronata Miss International 1991.

## Risultati

### Piazzamenti
| Risultato finale        | Concorrente |
| ----------------------- | --- |
| Miss International 1991 | - Polonia - Agnieszka Kotlarska |
| 2ª classificata         | - Francia - Catherine Anne Marie Clarysse |
| 3ª classificata         | - Cecoslovacchia - Marketa Silna |
| Semifinaliste           | - Australia - Melinda Sue Boundy - Brasile - Lisiane Bolsani Braile - Colombia - Mónica Maria Escobar Freydell - Corea del Sud - Kwon Jung-joo - Filippine - Maria Patricia "Patti" Guzman Betita - Giappone - Miho Takata - India - Preeti Mankotia - Italia - Mikaela Monari - Messico - Lilia Cristina Serrano Nájera - Nuova Zelanda - Nicola Jane Dean - Regno Unito - Helen Upton - Spagna - Elodie Chantal Jordá de Quay |

### Riconoscimenti speciali
| Riconoscimento        | Concorrente                               |
| --------------------- | ----------------------------------------- |
| Miss Friendship       | - Guam - Norma Jean Cepeda                |
| Miss Photogenic       | - Rep. Dominicana - Melissa Vargas        |
| Miss National Costume | - Messico - Lilia Cristina Serrano Nájera |

## Concorrenti
- Argentina - Verónica Marcela Caldi
- Australia - Melinda Sue Boundy
- Austria - Regina Kozak
- Belgio - Stéphanie Dermaux
- Bolivia - Rosmy Tamara Pol
- Brasile - Lisiane Bolsani Braile
- Canada - Robin Elizabeth Nardi
- Cecoslovacchia - Marketa Silna
- Colombia - Mónica Maria Escobar Freydell
- Corea del Sud - Kwon Jung-joo
- Costa Rica - Eugenie Jiménez Pacheco
- Danimarca - Malene Christensen
- Filippine - Maria Patricia "Patti" Guzman Betita
- Finlandia - Päivi Hytinkoski
- Francia - Catherine Anne Marie Clarysse
- Germania - Katrin Richter
- Giappone - Miho Takata
- Grecia - Dimitra Papadogianni
- Guam - Norma Jean Cepeda
- Guatemala - Gloria Elizabeth Comparini
- Hawaii - Tamme Strickland
- Honduras - Marly Karina Prudoth Guzmán
- Hong Kong - Valerie Chow Ka-Ling
- India - Preeti Mankotia
- Irlanda - Susan Brady
- Islanda - Solveig Kristjansdóttir
- Isole Marianne Settentrionali - Christina Rasa Salas
- Israele - Efrat Bruner
- Italia - Mikaela Monari
- Lussemburgo - Annette Feydt
- Messico - Lilia Cristina Serrano Nájera
- Norvegia - Hege Cathrin Baardsen
- Nuova Caledonia - Valerie Anne Delrieu
- Nuova Zelanda - Nicola Jane Dean
- Paesi Bassi - Marjanna Kraayenveld
- Panama - Jessica Inés Lacayo
- Paraguay - Maria Luján Oviedo
- Polonia - Agnieszka Kotlarska
- Porto Rico - Lizaura Quiñones Torres
- Portogallo - Gisela Galhavano
- Regno Unito - Helen Upton
- Rep. Dominicana - Melissa Vargas
- Singapore - Audrey Siok Ling Tan
- Spagna - Elodie Chantal Jordá de Quay
- Stati Uniti - Kimberly Anne Byers
- Svezia - Charlotte Victoria Wallden
- Svizzera - Francesca Centamore
- Tahiti - Rebecca Touaitahuta
- Turchia - Defne Samyeli
- Ungheria - Kinga Czuczor
- Venezuela - Niurka Auristela Acevedo